# Stanley Park

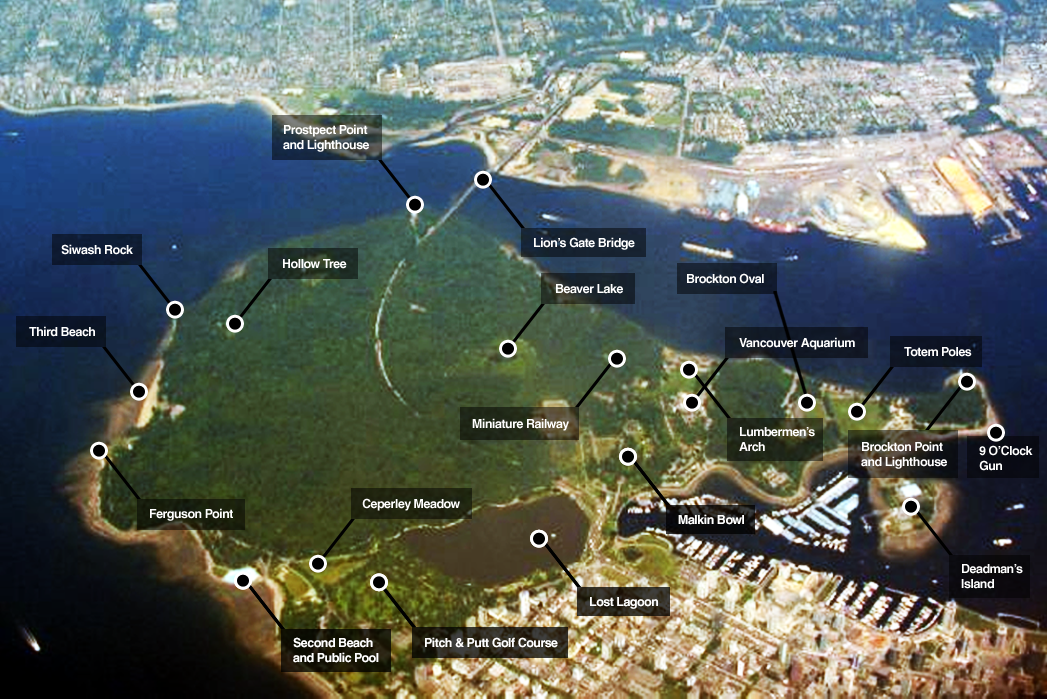
Luftansicht des Stanley Park

Der Stanley Park ist ein 404,9 Hektar großer Park in Vancouver. Er ist der größte Stadtpark Kanadas und der drittgrößte Nordamerikas. Der nach Frederick Arthur Stanley benannte Park befindet sich direkt neben der Innenstadt an der Nordspitze einer Halbinsel, die in den Fjord Burrard Inlet hineinragt. Jährlich wird er von etwa acht Millionen Einheimischen und Touristen besucht. Durch den Park zieht sich ein 200 km langes Netz von Spazierwegen. Der größte Teil des Parks besteht aus einem Wald mit rund einer halben Million Bäumen. Sehenswürdigkeiten sind unter anderem der Beaver Lake, das Vancouver Aquarium, die vorgelagerte Insel Deadman’s Island, der Siwash Rock sowie die rund um den gesamten Park führende 8,8 km lange Ufermauer mit einer Fahrbahn für Spaziergänger, Fahrradfahrer und Inlineskater.

## Geschichte

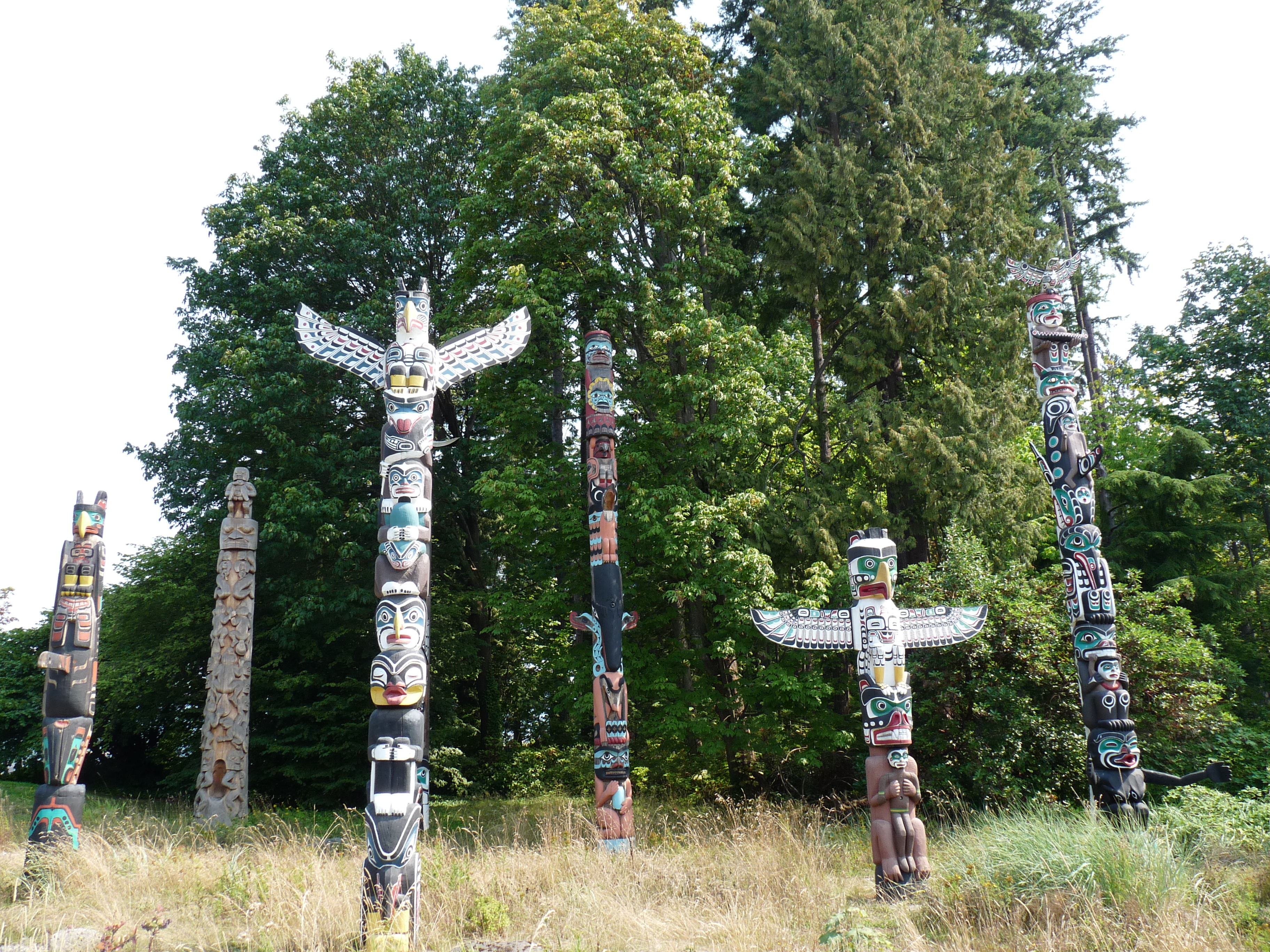
Totempfähle erinnern an die ehemaligen Bewohner des Parks

Archäologische Untersuchungen zeigen, dass der Park bereits vor mindestens 3000 Jahren bewohnt war. Die Region war Ende des 18. Jahrhunderts eine der am dichtesten besiedelten in Nordamerika und ist insofern einmalig, als diese hohe Bevölkerungszahl nicht auf Landwirtschaft, sondern auf Fisch und sonstigen Meeresbewohnern basierte. Ein weitläufiges Netz von Verwandtschaften ermöglichte auch anderen Gruppen, meist Hausgruppen, die selbst nicht im Gebiet des Parks lebten, den Zugang und den Zugriff auf bestimmte Ressourcen. Daher gilt den umwohnenden First Nations der Park als gemeinsamer Besitz. Untersuchungen Ende des 20. Jahrhunderts registrierten allein östlich der Pipeline Road 92 sogenannte Culturally Modified Trees, Bäume also, an denen Bearbeitungsspuren nachweisbar sind, von denen einige mehrere Jahrhunderte alt sind.
Kapitän George Vancouver erkundete Mitte Juni 1792 als zweiter Europäer nach dem Spanier José María Narváez die Gegend und traf dort auf den Indianerstamm der Squamish. 50 von ihnen kamen ihm würdevoll und sehr „zivilisiert“ („with the greatest decorum and civility“) in Kanus zur Begrüßung entgegen, brachten Geschenke und Essen, wofür sie das seltene und begehrte Eisen erwarteten. Zu dieser Zeit war der Park noch eine Insel. Die Indianer erprobten eine Muskete und betrachteten die Haut der Europäer mit unendlicher Neugier. Vancouver vermutete, dass die Häuser sich im Wald befanden.

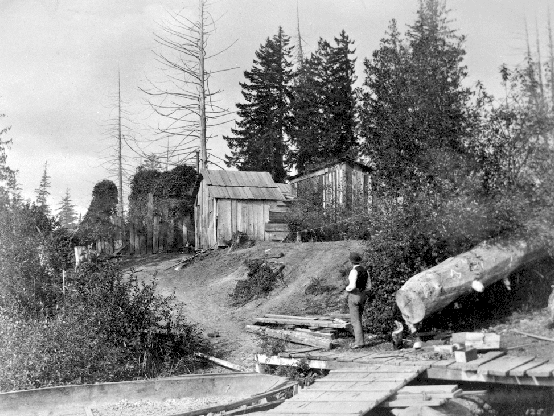
Dorf am Coal Harbour, 1886

Erst mehrere Jahrzehnte später, während des Krimkriegs, kehrten die Briten zurück. Sie schlossen ein Verteidigungsbündnis mit den Squamish; diese sollten im Falle eines Angriffs das Nordufer des Burrard Inlet verteidigen, die Briten das Südufer. Der erwartete Angriff der Russen blieb aber aus und in den frühen 1860er Jahren wurde die Halbinsel zu einem militärischen Sperrgebiet erklärt. Die Halbinsel wäre strategisch günstig gelegen, falls US-amerikanische Truppen versucht hätten, die damalige Provinzhauptstadt New Westminster vom Burrard Inlet her anzugreifen.
Obwohl zwischen den 1860er und 1880er Jahren sechs Forstunternehmen in der Gegend tätig waren, blieb die Halbinsel wegen der militärischen Nutzung von einer großflächigen Rodung verschont. 1886 wurde die Stadt Vancouver gegründet. Als erste Amtshandlung beschloss der Stadtrat eine Petition an die kanadische Dominion-Regierung, mit der Bitte, das Sperrgebiet zu verpachten und in einen Park umzuwandeln.
Nachdem die Regierung dieser Bitte entsprochen hatte, ernannte der Stadtrat eine sechsköpfige Kommission zur Verwaltung des Parks. 1890 wurde sie durch den Vancouver Park Board ersetzt, dessen sieben Mitglieder von den Einwohnern der Stadt gewählt statt ernannt werden. Die Kommission verwaltet heute 192 Grünflächen in ganz Vancouver mit einer Gesamtfläche von 12,78 km², wobei der Stanley Park mit Abstand am größten ist.

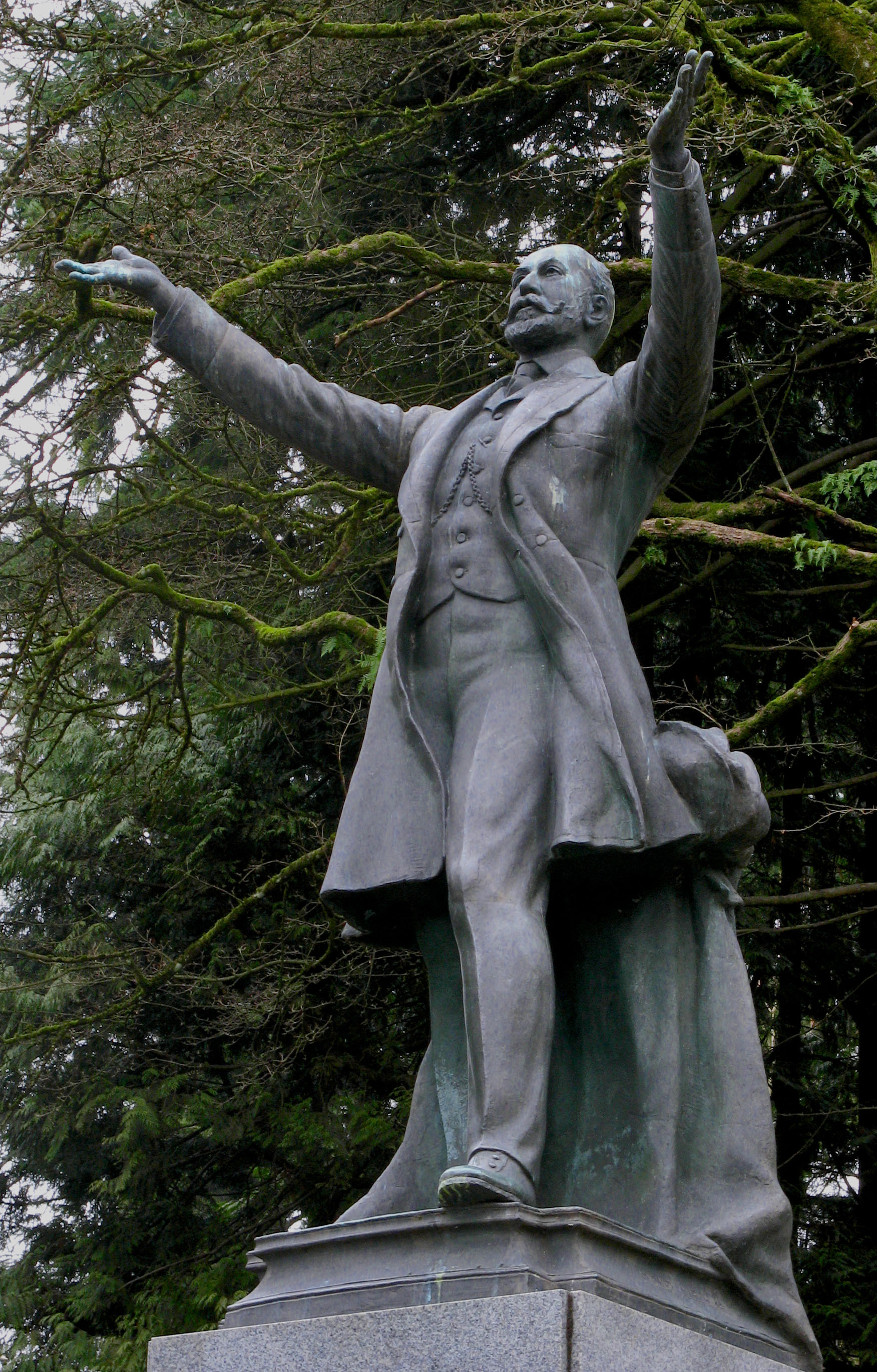
Statue von Lord Stanley

Am 27. September 1888 erfolgte die offizielle Eröffnung des Parks, der nach Frederick Arthur Stanley benannt wurde, dem damaligen kanadischen Generalgouverneur. 1908 verlängerte die Regierung den Pachtvertrag um weitere 99 Jahre.
Die größte indianische Siedlung war Xwayxway – heute Lumbermen’s Arch – dessen genaue Ausdehnung nicht klar ist, und wo einem Brief des Anthropologen Charles Hill-Tout zufolge zahlreiche Skelette gefunden worden waren. Doch wurde sie beim Straßenbau eingeebnet. Das Große Haus maß demnach 60 mal 20 m; es beherbergte 11 Familien mit zusammen 100 Menschen. Ein anderes Squamish-Dorf im Park hieß Chaythoos, hinzu kamen Slhxi'7elsh (Siwash Rock), Ch’elxwa7elch (Lost Lagoon/Coal Harbour), Oxachu (Beaver Lake) und Papiyek (Brockton Point) sowie Skwtsa7s (vielleicht Deadman’s Island).
1875 fand in Xwayxway ein großes Potlatch statt, doch wenig später empfahl die Stadtregierung den Abriss des Dorfes wegen einer angeblichen Pockenepidemie. Die Häuser der Indianer, die bis weit in die 1880er Jahre im Park lebten, wurden ohne Vorwarnung abgerissen, wie August Jack Khatsahlano (1875–1971) 1934 berichtete. Die Bewohner fanden zeitweise eine Bleibe am Kitsilano Point (benannt nach Xats’alanexw, dem Squamish-Namen des Häuptlings Khatsahlano), doch wurden sie auch von dort vertrieben. Die in einem kanuartigen Sarkophag aufbewahrten sterblichen Überreste des Häuptlings Supplejack, August Jack Khatsahlanos Vater, nahmen sie mit. Auf dem Areal des abgerissenen Dorfes fand die Einweihungsfeier für den Park statt.
Am 11. November 1988 wurde der Stanley Park von der kanadischen Regierung zur National Historic Site of Canada erklärt. 1995 fand man bei archäologischen Untersuchungen vier bis dahin unbekannte Stätten, von fünf der sieben bereits bekannten Fundstätten konnten neue Erkenntnisse gewonnen werden. Die Untersuchung beschränkte sich auf den östlichen Teil des Parks; eine Gesamtuntersuchung hat nie stattgefunden.

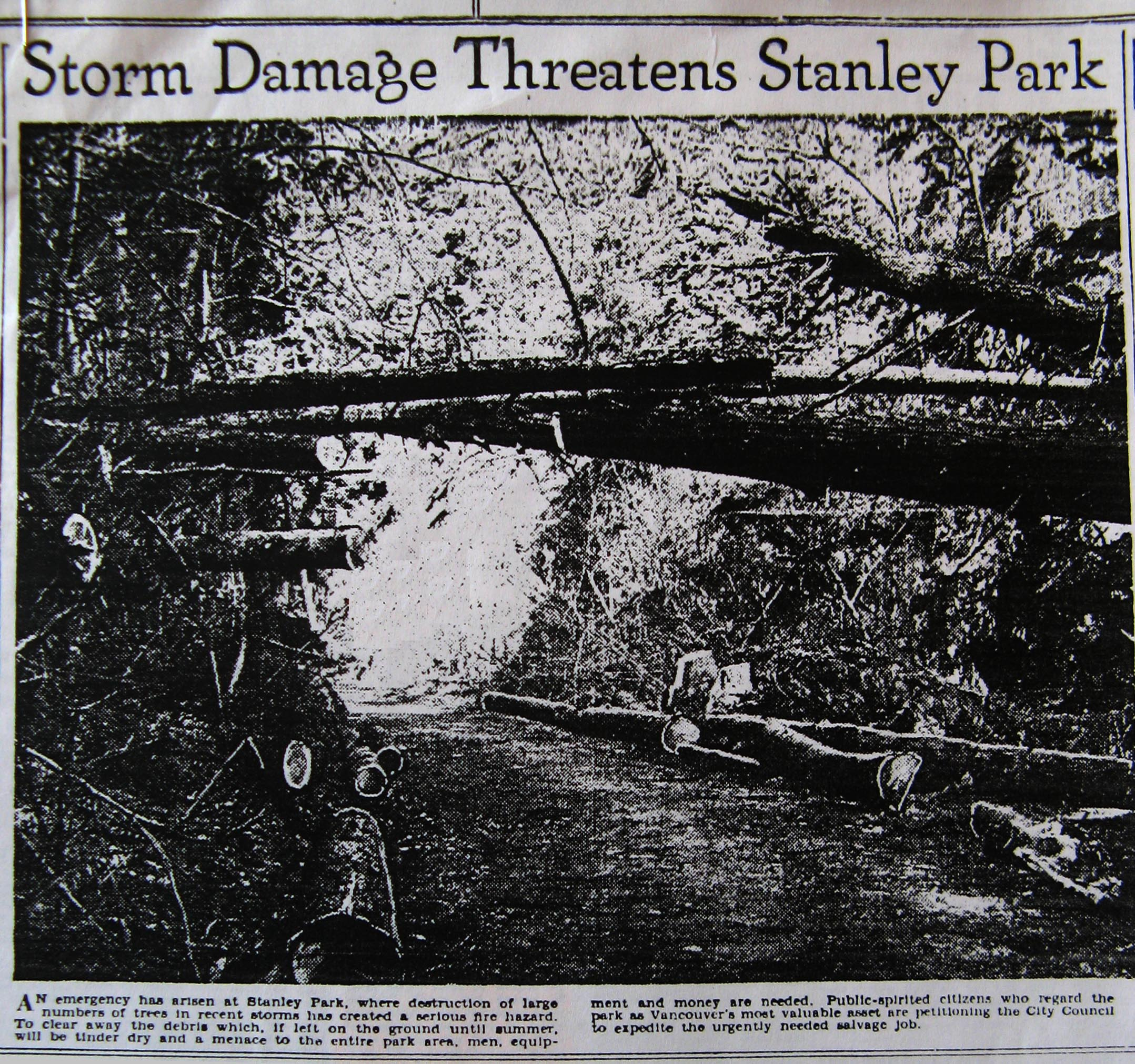
Sturmschäden im Februar 1935. Bürger, die „den Park für Vancouvers wertvollstes Vermögen“ hielten, forderten die Stadtregierung auf, durch Beseitigung der Schäden die Brandgefahr zu bannen.

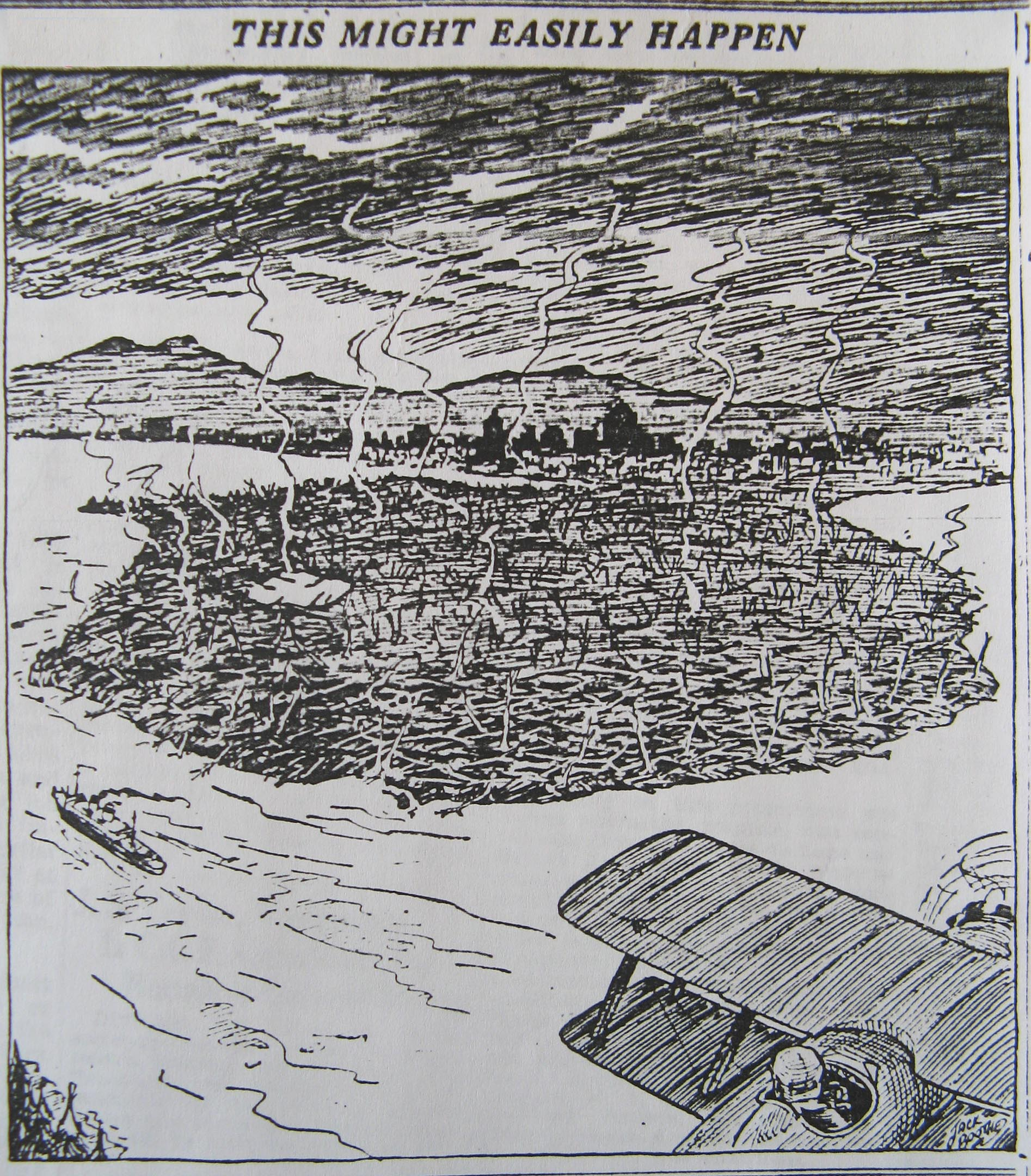
Der Vancouver Daily Province warnt vor einem Großbrand, Februar 1935

Schwere Stürme wurden immer wieder als Gefahr für die Baumbestände wahrgenommen, und auch die daraus resultierende Brandgefahr wurde in den lokalen Zeitungen diskutiert. Feuer brechen bis heute immer wieder aus, wie zuletzt 2007 und im April 2009. Dabei dienen die bereits 11-mal veranstalteten 11th Annual Bright Nights Geld für den Schutz des Parks einzusammeln. 500 Feuerwehrmänner und 85.000 Besucher nahmen daran 2007 teil.
Anfang September 2021 wurde der Park von 19:00 bis 7:00 Uhr für Besucher geschlossen, nachdem es im Jahr 2021 zu mehr als 40 Bissangriffen von Koyoten auf Parkbesucher gekommen war. Die Parkverwaltung sprach von einem „nicht normalen Verhalten“, weil die Tiere durch Fütterungen die Scheu vor Menschen verloren hätten.

## Sehenswürdigkeiten

### Natur

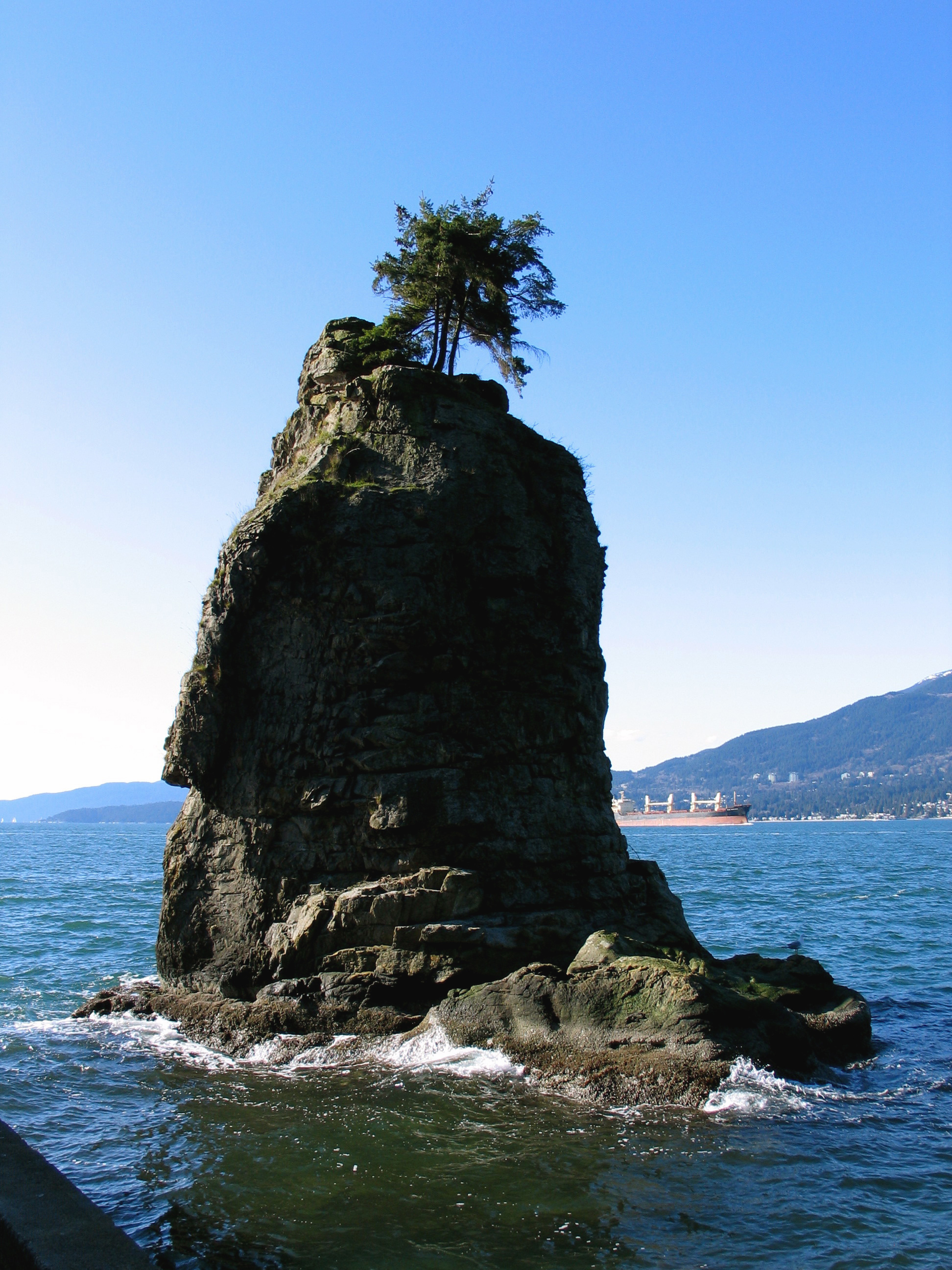
Siwash Rock

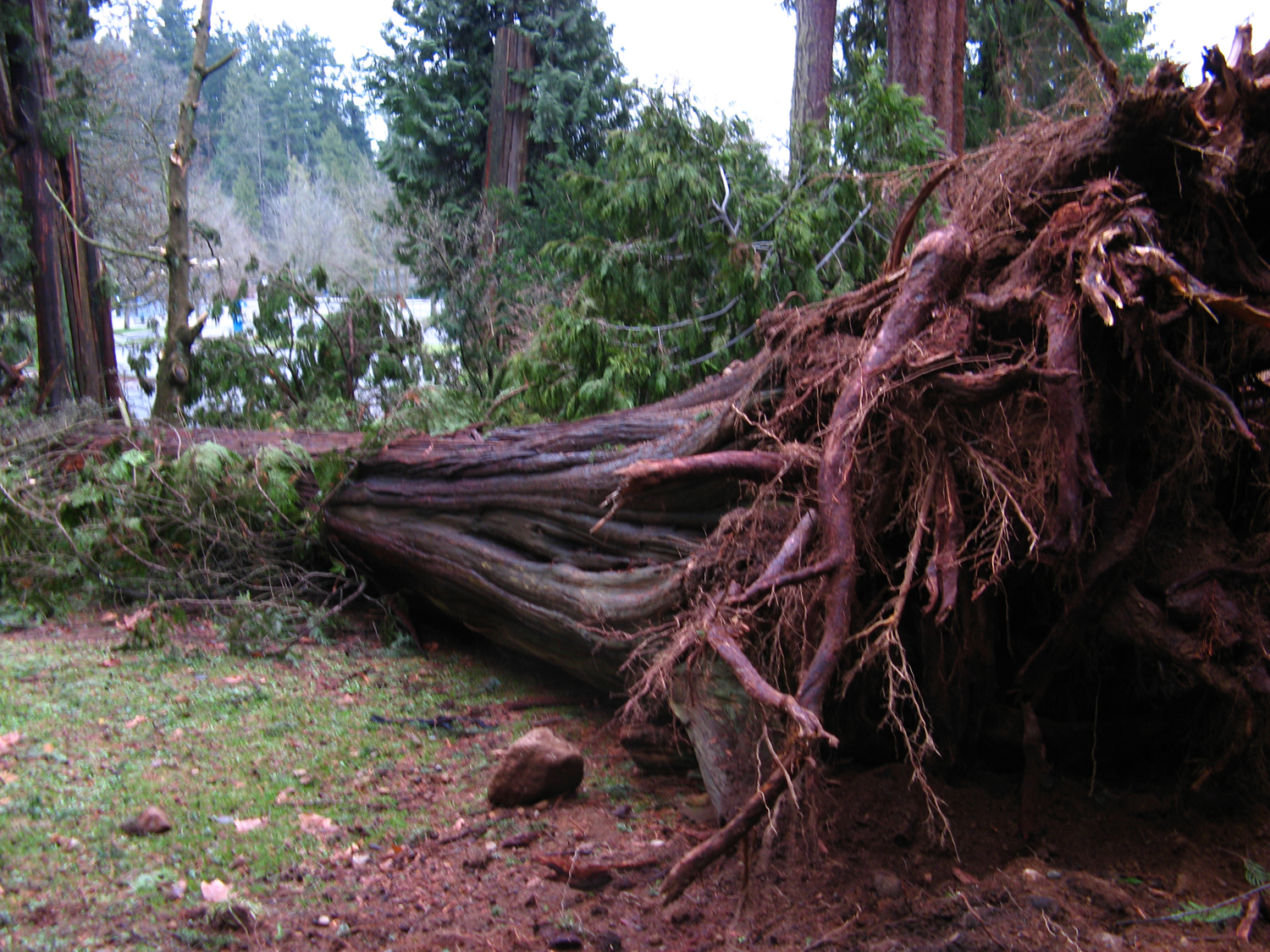
Vom Sturm 2016 umgestürzter Baumriese

Der Wald, der große Teile des Parks bedeckt, ist nicht das Ergebnis von Landschaftsarchitektur, sondern ist natürlich gewachsen. Der Baumbestand ist mehrheitlich Sekundärwald und besteht aus hochgewachsenen Douglasien, Riesenlebensbäumen, Westlichen Hemlocktannen und Sitka-Fichten. An vereinzelten Stellen ist auch unberührter Primärwald anzutreffen. Große Flächen wurden bei drei Naturkatastrophen entwaldet. Die erste war ein schwerer Herbststurm im Oktober 1934, gefolgt von einem schweren Schneesturm im Januar und Februar 1935, dem Tausende von Bäumen zum Opfer fielen. Ein weiterer Sturm im Oktober 1962, ein Ausläufer des Taifuns „Freda“ über dem Pazifik, zerstörte ein rund 2,5 km² großes Waldgebiet. Am 15. Dezember 2006 richtete ein heftiger Wintersturm (Windgeschwindigkeiten bis 215 km/h) auf 40 % der Waldfläche große Schäden an. Seit 1992 werden die höchsten Bäume aus Sicherheitsgründen von den Parkangestellten zurückgestutzt.
Der Siwash Rock ist ein monolithartiger Felsen, der etwa zehn Meter vor der Nordwestküste der Halbinsel liegt. Er ragt 18 Meter in die Höhe, ist vulkanischen Ursprungs und entstand vor rund 32 Millionen Jahren durch Erosion. Beaver Lake ist ein See im Zentrum des Stanley Park, der auf allen Seiten von Wald umgeben ist und viele Wasservogelarten anzieht. Die vielen Seerosen entziehen dem See Sauerstoff, der dadurch immer weniger in der Lage ist, organisches Material abzubauen und sich langsam in einen Sumpf verwandelt. Der Lost Lagoon liegt am südlichen Ende des Parks und ist ein künstlich angelegter See. Er entstand im Jahr 1916, als eine Meeresbucht durch den Bau eines Straßendammes zweigeteilt wurde.
Deadman’s Island (Insel des toten Mannes) liegt südwestlich des Parks in der Bucht Coal Harbour. Diese 3,8 Hektar große Insel erhielt diesen Namen, weil sich auf ihr eine indianische Begräbnisstätte befindet. Bis 1887 wurde die Insel auch von europäischen Siedlern als Friedhof genutzt.

### Erholung

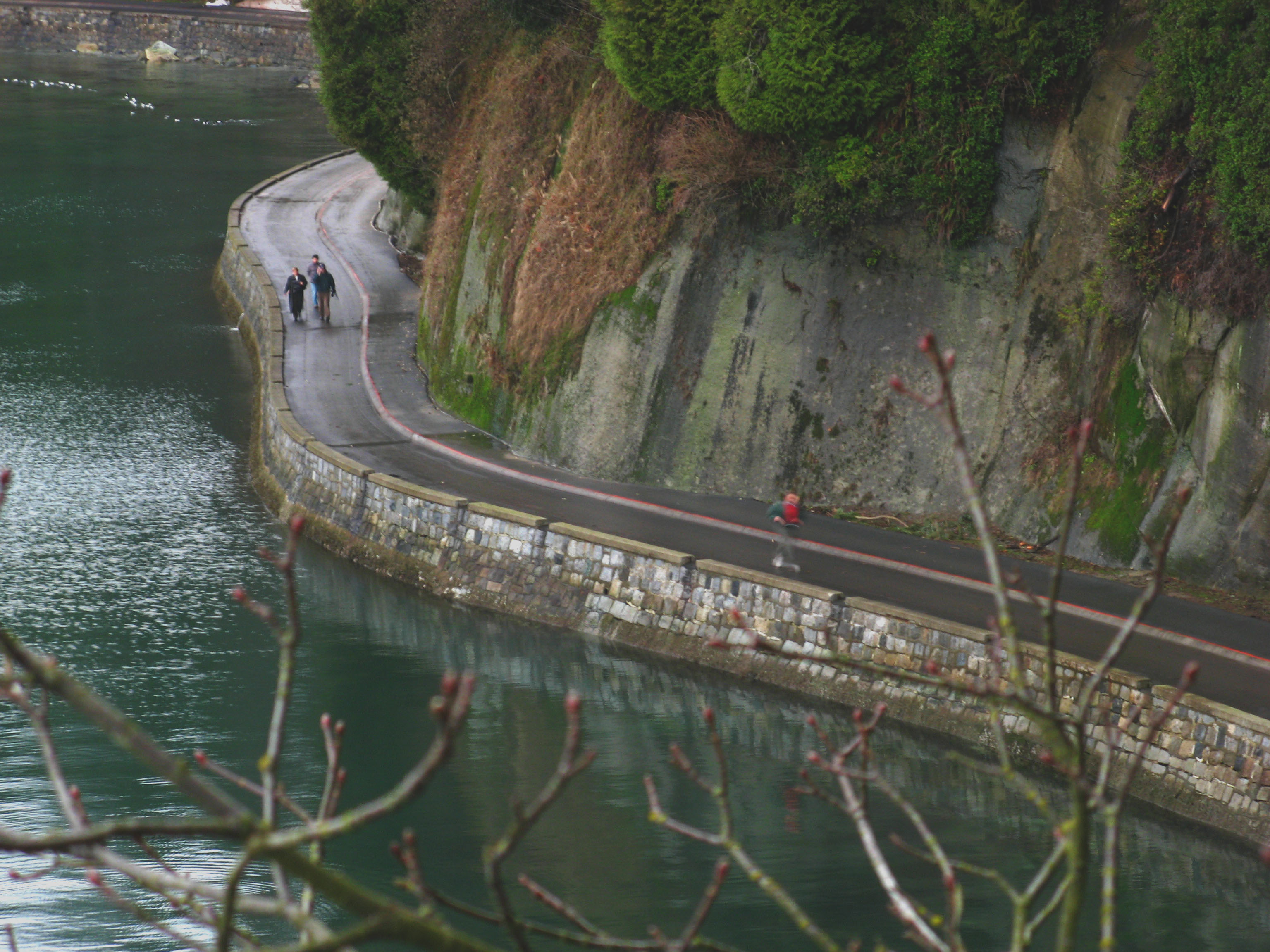
Der Seawall verläuft rund um den gesamten Park

Es gibt zahlreiche Erholungs- und Freizeiteinrichtungen im Park. Am beliebtesten ist der Seawall, der rund um die gesamte Halbinsel entlang der Küste verläuft und stellenweise in die steil abfallenden Felsen gehauen wurde. Der Bau dieser 8,8 km langen Ufermauer begann 1914, wurde aber erst am 26. September 1971 für beendet erklärt. Auf dem Seawall befindet sich ein asphaltierter Weg für Spaziergänger, Jogger, Radfahrer und Inlineskater. Die beiden letztgenannten Gruppen dürfen den Weg nur entgegen dem Uhrzeigersinn benutzen. Für Fußgänger und Jogger wurde der Weg an beiden Enden auf eine Länge von 22 km erweitert. Er beginnt am Canada Place, verläuft rund um den Park, entlang dem Strand an der English Bay und anschließend rund um den False Creek und endet an der Kitsilano Beach. Dem Seawall folgt auch ein kurzer Abschnitt des 18.078 Kilometer langen Trans Canada Trails.
Eine Miniatur-Parkeisenbahn verkehrt auf einem Rundkurs zwischen der Ostküste der Halbinsel und dem Beaver Lake. Die Länge beträgt zwei Kilometer, die Spurweite 508 mm. Zum Einsatz kommt eine Nachbildung jenes Zuges, der 1887 auf der transkontinentalen Eisenbahnstrecke zum ersten Mal Vancouver erreichte. Daneben gibt es zahlreiche Tennisplätze, eine 18-Loch-Minigolfanlage und zwei Schwimmbecken. Seit 1934 finden im Marion Malkin Memorial Bowl Theateraufführungen statt.

### Tierwelt

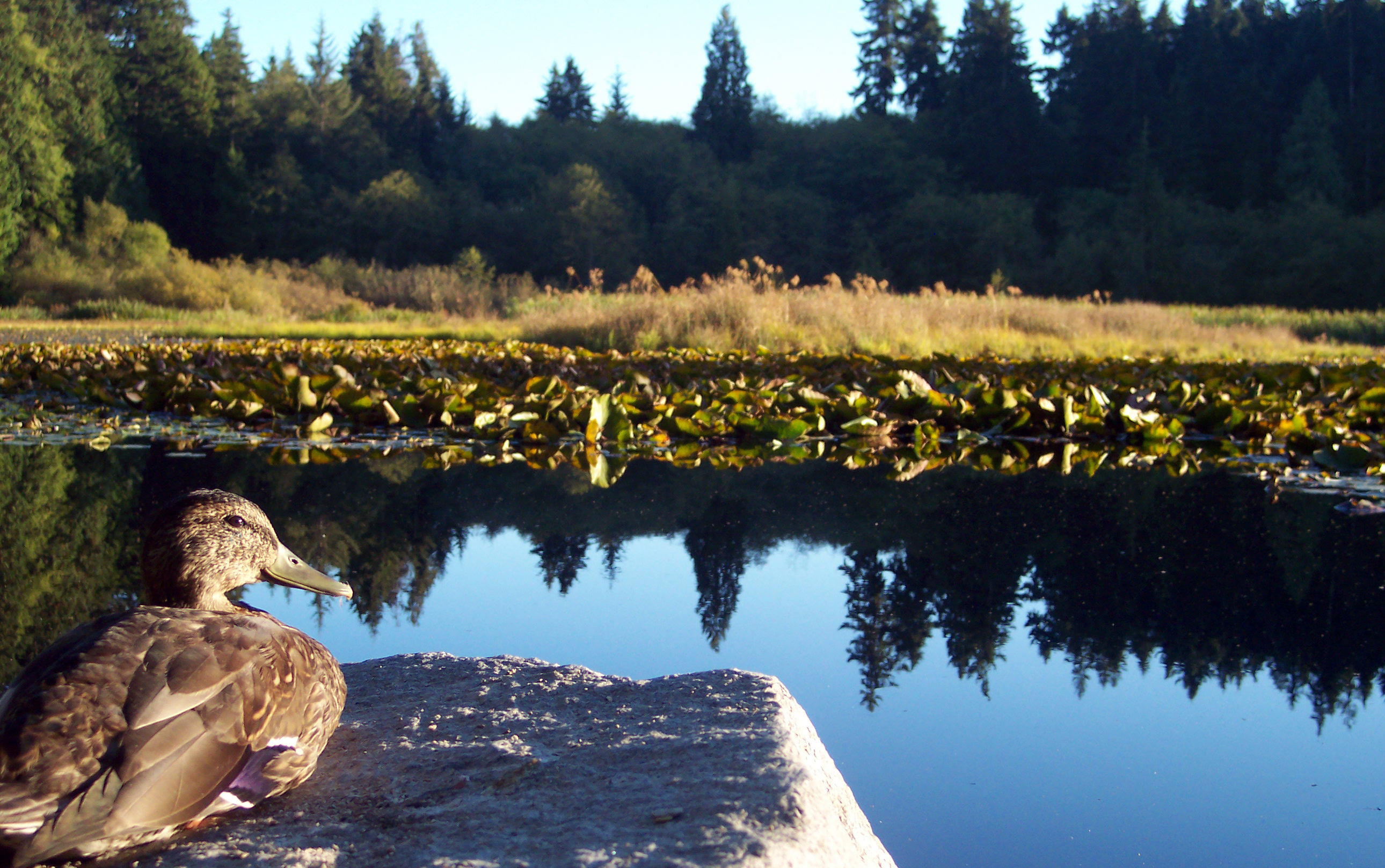
Eine Stockente am Ufer des Beaver Lake

Bis 1996 war die Hauptattraktion des Parks ein Zoo, dessen Ursprünge auf den ersten Parkdirektor Henry Avison zurückgehen, der einen Schwarzbären gefangen und angekettet hatte. Der Zoo, der aus Avisons Sammlung von Tieren entstand, zählte über 50 verschiedene Tierarten, darunter Schlangen, Wölfe, Emus, Bisons, Kängurus, Affen und Humboldt-Pinguine. Als 1994 der Zoo aufgewertet werden sollte, entschieden sich die Einwohner Vancouvers stattdessen in einem Referendum für die schrittweise Schließung. Der Stanley Park Zoo wurde im Dezember 1997 endgültig geschlossen, nachdem das letzte Tier, ein Eisbär namens Tuk, im Alter von 36 Jahren gestorben war.
Das Vancouver Aquarium wurde 1956 eröffnet und ist das erste und größte Aquarium Kanadas. Zu besichtigen sind unter anderem Delfine, Weißwale, Stellersche Seelöwen, Seehunde und Seeotter. Insgesamt leben dort 300 Fischarten, Tausende von Wirbellosen, 56 Amphibienarten, 60 Säugetiere und Vögel. Im November 2006 genehmigte die Parkbehörde eine Erweiterung, trotz Opposition von Tierschützern.
Frei lebende Tierarten sind unter anderem Waschbären, Kojoten, Hasen und Grauhörnchen. Letztere stammen von acht Tieren ab, die 1909 vom New Yorker Central Park geschenkt wurden.

### Denkmäler
Über die Jahre wurden zahlreiche Monumente im Stanley Park errichtet. Dazu gehören Statuen von Lord Stanley, Robert Burns, Harry Jerome und Warren G. Harding, eine Gedenktafel für das 1892 gesunkene Dampfschiff SS Beaver, das Grab von Pauline Johnson sowie eine Reihe von Totempfählen. Die Parkverwaltung hat die Errichtung weiterer Denkmäler untersagt, um den natürlichen Zustand des Parks zu bewahren.